# جيمي كيميل لايف!
جيمي كيميل لايف! (بالإنجليزية: !Jimmy Kimmel Live) برنامج حواري-مسائي أمريكي، من إعداد وتقديم جيمي كيميل، وعرض على قناة «ABC». بدأ عرض البرنامج في 26 يناير، 2003. أنتجته شركة «جاكهول للإنتاج» بالتعاون مع استوديوهات أي بي سي.
عرض البرنامج خلال السنين العشر الأولى في الساعة 12:05 صباحاً، قبل أن الساعة 11:35 مساءاً في 8 يناير، 2013، ليتنافس مع برنامج «الليلة مع جاي لينو» وبرنامج «العرض المتأخر مع ديفيد ليترمان». بالرغم من تسمية البرنامج فهو لايعرض مباشرة انما يبدأ تسجيله في الساعة 7:30 مساءاً في نفس يوم العرض.
في 14 أبريل، 2009 بعد استراح شهر مارس، بدأ عرض البرنامج يتقنية الدقة العالية «HD 720p».

## تاريخ البرنامج
بدأ عرض البرنامج في 26 يناير، 2003، بدلا من برنامج «غير صائب سياسياً» الذي قدمه بيل مار. في البداية ارادت قناة "ABC" ان يكون جون ستيوارت مقدماً للبرنامج لكنها اختارت جيمي كيميل بدلا عنه. حل البرنامج في مراتب متدنية في نسب المشاهدة تحت «العرض المتأخر مع ديفيد ليترمان»، برنامج الليلة مع جاي لينو، أخر الليل مع كونان اوبراين، لكن البرنامج ارتفع تدريجياً بمراتب التصنيف في 2004، واصبح منافساً للبرامج الحوارية واستحوذ على مايقارب نصف متابعي برنامج الليلة مع جاي لينو.

## البث حول العالم
يعرض البرنامج على عدة قنوات حول العالم.
- أستراليا، عرض على قناة "The Comedy Channel"، بدأ عرضه في سبتمبر، 2009.[4][5]
- كندا، عرض البرنامج على قناة "BiteTb"، قناة "CHCH" وقناة "Citytv" بدأ عرضه في 2012.[6][7]
- الهند،  باكستان،  بنغلاديش،  سريلانكا والشرق الاوسط،[ا] عرض على قناة "Star World" وقناة "Star World HD" بعد 12 ساعة من عرضه في الولايات المتحدة منذ 23 سبتمبر، 2015.[8]

## انظر ايضاً
- برنامج الليلة بطولة جيمي فالون

## وصلات خارجية
- الموقع الرسمي
- جيمي كيميل لايف! على موقع IMDb (الإنجليزية)
- جيمي كيميل لايف! على موقع ميتاكريتيك (الإنجليزية)
- جيمي كيميل لايف! على موقع الموسوعة البريطانية (الإنجليزية)
- جيمي كيميل لايف! على موقع كينوبويسك (الروسية)
- جيمي كيميل لايف! على موقع ميوزك برينز (الإنجليزية)
- جيمي كيميل لايف! على موقع قاعدة بيانات الفيلم (الإنجليزية)